# Dinea Island
Dinea Island (englisch; bulgarisch остров Динея ostrow Dinea) ist eine niedrige, felsige, in nordnordwest-südsüdöstlicher Ausrichtung 290 m lange und 130 m breite Insel im Archipel der Südlichen Shetlandinseln. Sie liegt 1,35 km westnordwestlich des Aprilov Point, 0,84 km ostnordöstlich des Miletich Point, 0,88 km östlich von Kabile Island und 2 km südwestlich von Ongley Island vor der Nordküste von Greenwich Island.
Bulgarische Wissenschaftler kartierten sie 2009. Die bulgarische Kommission für Antarktische Geographische Namen benannte sie 2013 nach dem antiken Römerlager Dinea im Nordosten Bulgariens.